# Marco Dreosto
Marco Dreosto (nascido a 18 de Março de 1969 em Spilimbergo) é um político italiano. É deputado ao Parlamento Europeu desde 2 de Julho de 2019, eleito pelo partido Lega no círculo eleitoral do nordeste (Friuli-Venezia Giulia, Veneto, Trentino Alto Adige, Emilia-Romagna) após as eleições europeias de 2019, onde obteve 23 179 votos.